# Bruce Baron
Bruce Baron (* 15. November 1949 in New York City, New York; † 13. April 2013 in Hawaii) war ein US-amerikanischer Schauspieler.

## Leben
Baron verbrachte seine Kindheit in Hongkong. Er schloss 1971 ein Studium aber an der Cornell University mit einem Bachelor ab. Nach Asien zurückgekehrt, lebte er auf den Philippinen und in der Stadt seiner Kindheit.
Sein Spielfilmdebüt war 1980 in Tsui Harks Hongkong-Kinofilm Söldner kennen keine Gnade. Er spielte danach in zwei weiteren Hongkong-Produktionen und zwei philippinischen Spielfilmen. Über Ruggero Deodatos Horrorfilm Atlantis Inferno kam er auch zu Engagements im europäischen und US-amerikanischen Filmgeschäft und spielte unter anderem in der deutsch-italienischen Co-Produktion Geheimcode: Wildgänse von Antonio Margheriti an der Seite von Lewis Collins, Lee van Cleef, Ernest Borgnine und Klaus Kinski. 1985 spielte er im US-amerikanischen Actionfilm Cambodscha Connection und hatte eine Gastrolle in einer Episode der Fernsehserie Dallas, die zum Teil in Hongkong spielte.
Neben der Hauptrolle in Godfrey Hos Ninjafilm Ninja Connection spielte er bis Ende der 1980er Jahre in verschiedenen weiteren asiatischen Produktionen. Nach letzten Rollen wie im Erotikfilm Joy – Notlandung in Lack und Leder neben Zara Whites beendete er seine Schauspielkarriere.

## Filmografie (Auswahl)
- 1980: Söldner kennen keine Gnade (Di yi lei xing wei xian)
- 1982: Söldner Kommando 2 (Shen tan guang tou mei)
- 1983: Atlantis Inferno (I predatori di Atlantide)
- 1984: Geheimcode: Wildgänse (Arcobaleno Selvaggio (Wild Rainbow))
- 1985: Dallas
- 1985: Ninja Connection (Ninja Champion)
- 1985: Cambodscha Connection (Heated Vengeance)
- 1986: Die Herausforderung der Ninja (Challenge of the Ninja)
- 1986: Das Todesduell der Ninja (The Ultimate Ninja)
- 1987: Die 7. Macht (Wai Si-Lei chuen kei)
- 1989: Blutiger Horizont (Cruel Horizon)
- 1992: Joy – Notlandung in Lack und Leder (Joy à Hong Kong)